# (2633) Bishop
(2633) Bishop (1981 WR1; 1934 QC; 1951 WW1; 1957 OB1; 1957 OD; 1964 TP; 1977 NP; 1979 BJ2) ist ein ungefähr sieben Kilometer großer Asteroid des inneren Hauptgürtels, der am 24. November 1981 vom US-amerikanischen Astronomen Edward L. G. Bowell am Lowell-Observatorium, Anderson Mesa Station (Anderson Mesa) in der Nähe von Flagstaff, Arizona (IAU-Code 688) entdeckt wurde.

## Benennung
(2633) Bishop wurde nach dem Astronomen George Bishop (1785–1861) aus dem Königreich Großbritannien (später aus dem Vereinigten Königreich Großbritannien und Irland) benannt. Von seinem Observatorium (George Bishop’s Observatory [IAU-Code 969]) aus wurden elf Asteroiden entdeckt. Von 1857 bis 1858 war er Präsident der Royal Astronomical Society.